# Frönsburg
Die Frönsburg (auch Freundsburg genannt; französisch Château de Frœnsbourg) ist die Ruine einer mittelalterlichen Felsenburg bei Niedersteinbach im Elsass.

## Beschreibung
Es gibt noch Felsenkeller und Mauerreste im unteren Teil, der obere Teil auf dem Burgfelsen ist mit Leitertreppen an den steilen Sandsteinwänden gut erschlossen. Im oberen Teil der Burg befindet sich ein gut erhaltener Felsenraum. Bemerkenswert sind die Reste eines sechseckigen Turms. Die Burg bietet eine gute Aussicht in das bewaldete Steinbachtal und die gegenüberliegenden Hänge.
Seit dem 11. März 2022 ist die Burg aus Sicherheitsgründen für die Öffentlichkeit gesperrt.

## Geschichte
1269 wurde die Burg erstmals als Besitz derer von Frönsburg erwähnt. Im Jahr 1349 gelangte sie zur Hälfte in den Besitz von Ludwig von Frundsperg, zu je einem Viertel in den von Siegfried von Löwenstein und Reinhard von Sickingen. 1358 wurde dann Pfalzgraf Ruprecht I. Lehnsherr der drei. Ein Jahr darauf wurde die Burg wegen Landfriedensbruch der Inhaber von Johann von Lichtenberg eingenommen und zerstört. Der Wiederaufbau wurde durch Kaiser Karl IV. verboten. Ende des 15. Jahrhunderts ging die damalige Ruine an die Herren von Fleckenstein, um 1481 wiederhergestellt zu werden. Im Jahr 1677 wurde die Burg von den Franzosen geschleift.